# Estado tributario

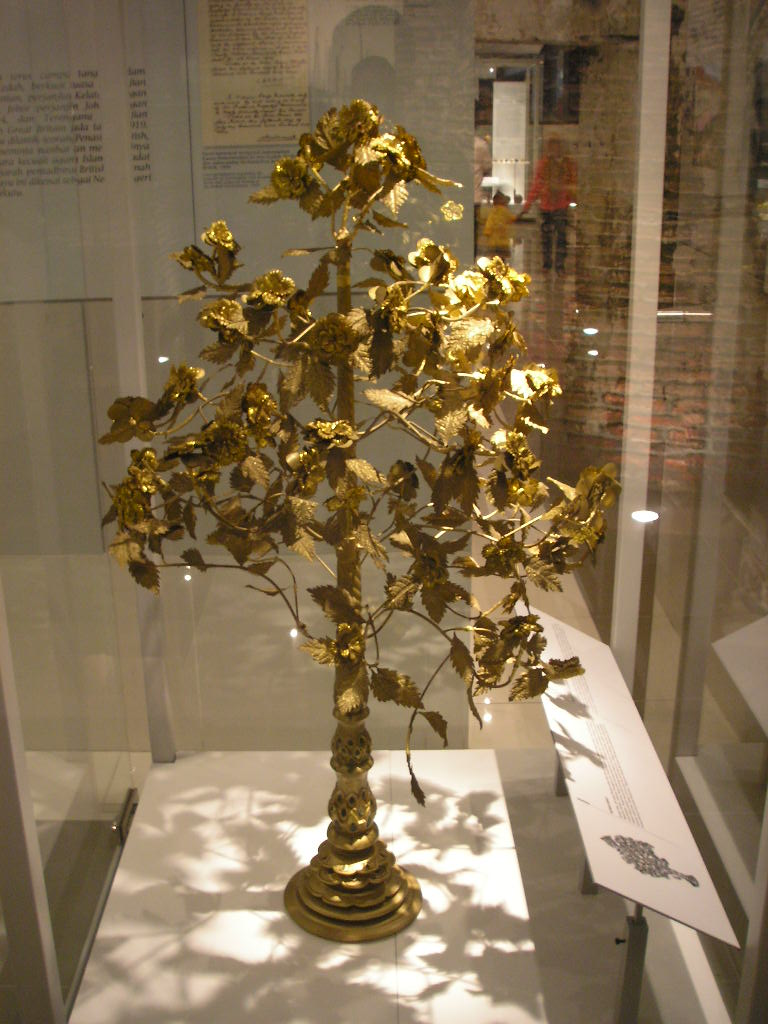
Bunga mas, una forma de homenaje enviada al rey de Tailandia de sus estados vasallos en la península de Malaca.

El término estado tributario que hace referencia a un estado premoderno en un tipo particular de relación subordinada a un estado más poderoso que involucra el envío de un símbolo regular de sumisión, o tributo, al poder superior. Este símbolo a menudo tomaba la forma de una transferencia sustancial de riqueza, como la entrega de oro, productos o esclavos, de modo que el tributo podría verse mejor como el pago de dinero a cambio de protección. O podría ser más simbólico: a veces no equivalía a más que la entrega de una marca de sumisión, como el bunga mas (flor dorada) que los gobernantes de la península de Malaca enviaban a los reyes de Siam, o el Tributo del Halcón Maltés que el Gran Maestre de la Orden de San Juan solía enviar anualmente al virrey de Sicilia para gobernar Malta. También podría implicar la asistencia del gobernante subordinado a la corte de la potencia hegemónica con el fin de hacer una demostración pública de la sumisión.
Las relaciones tributarias no implican ningún elemento de interferencia o control administrativo por el poder hegemónico. En la mayoría, este poder podía intervenir en cuestiones de sucesión y podía ratificar la adhesión de un monarca. Por esta razón, la extrapolación de relaciones interestatales premodernas en un sistema tributario al actual sistema internacional es problemático. Los herederos modernos de los poderes hegemónicos tienden a afirmar que la relación tributaria debe entenderse como un reconocimiento de la soberanía de la potencia hegemónica en el mundo moderno, mientras que los antiguos estados tributarios niegan que hubo transferencia de soberanía. Por ejemplo, los tributarios de la China Imperial implicaría reclamo soberano chino sobre territorios considerados ahora no chinos.

China en 1820. Sus estados tributarios en color naranja.

Un sistema de tributos formalizado se desarrolló en Asia oriental con muchos países y regiones vecinos del este, centro, sudeste y sur de Asia que se convirtieron en estados tributarios de varias dinastías imperiales chinas. Históricamente, el Emperador de China se vio a sí mismo como el emperador de todo el mundo civilizado. No era posible que un emperador así tuviera relaciones diplomáticas iguales con cualquier otra potencia, por lo que todas las relaciones diplomáticas en la región fueron interpretadas por los chinos como tributarias. El desdén de la ideología estatal del confucianismo para el comercio y la creencia de que la civilización china no necesitaba productos o tecnologías del exterior significaba que el comercio, cuando se permitía, también se interpretaba como tributario. Las misiones diplomáticas y las partes comerciales de regiones no chinas fueron interpretadas en los registros chinos como tributarias, independientemente de la intención de esas regiones. Bajo esta construcción, los bienes recibidos por China constituían una oferta tributaria, mientras que los que recibían los visitantes se interpretaban como regalos que el emperador en su amabilidad había otorgado a sus tributarios lejanos.
En Al-Ándalus, la última dinastía nazarí morisca que quedaba en el Emirato de Granada rindió homenaje al reino cristiano de la Corona de Castilla (hoy España). Los estados tributarios, generalmente en la periferia del Imperio otomano, estaban bajo vasallaje en diferentes formas. A algunos se les permitió seleccionar sus propios líderes, mientras que otros rindieron homenaje por sus tierras. En el sistema colonial occidental, los estados no occidentales a veces se incorporaron a un imperio europeo como protectorados.
En Filipinas, los Datu de los barangays se convirtieron en vasallos del Imperio español, desde finales del siglo XVI hasta que el archipiélago cayó bajo el poder de los Estados Unidos en 1898. El rey Felipe II de España reconoció su derecho a gobernar el 11 de junio de 1594, bajo la condición de pagar tributos a la corona española.
Para las formas modernas de subordinación del estado, véase Estado títere, Estado satélite y Estado cliente.